# 谈话疗法
谈话疗法或扫烟囱是贝尔莎·帕平海姆创造的术语。她在精神分析的案例研究中化名安娜·O，并用这两个术语来描述约瑟夫·布洛伊尔使用的言语疗法。它们首次出现于1895年的《癔症研究》。
正如欧内斯特·琼斯所说，“有一次，她讲述了某种症状首次出现的细节，让布洛伊尔大为惊讶的是，这种讲述本身导致该症状完全消失。” 用拉康的话来说，“安娜提供的能指越多，她喋喋不休地说得越多，情况就越好”。 

## 发展

### 术语的发明
布洛伊尔发现，帕平海姆包括头痛、兴奋、视力障碍、部分瘫痪和感觉丧失这些没有器质性原因的症状（现在统称为躯体形式障碍），一旦她表达出了她所压抑的创伤和相关情感，就会得到改善，这种表达的过程后来被称为宣泄。彼得·盖伊认为，“布洛伊尔在25年后正确地宣称，他对贝尔莎·帕平海姆的治疗包含了‘整个精神分析的胚芽’。” 
西格蒙德·弗洛伊德后来采用谈话疗法这个术语来描述精神分析的基本工作。 1909 年 9 月，在马萨诸塞州伍斯特市克拉克大学的精神分析讲座上，他本人引用了布洛伊尔和安娜·O 的话：“病人本人尽管当时只能相当奇怪地说和听懂英语，她却将这种新奇的治疗方法命名为‘谈话疗法’（talking cure），或开玩笑地称之为‘扫烟囱’（chimney-sweeping）。” 

### 经典文本
目前《癔症研究》共有三个英译本，第一个由AA Brill翻译（1937 年），第二个由詹姆士·斯特拉奇翻译（1955 年），包含在《标准版》中，第三个由Nicola Luckhurst翻译（2004 年）。

## 现状
如今，心理咨询师相当广泛地使用谈话治疗这个术语来指代各种各样的心理治疗。有人认为，经过一个世纪的努力，谈话疗法终于走向了书写疗法。 

## 相关链接
- 心理治疗
- 宣泄疗法

## 脚注
1. ↑  安娜·O原本是一位德语母语者，且精通多门语言，但罹患癔症之后就逐渐只能使用英语了。这种奇怪的现象也是她的症状之一。